# بطولة أوروبا للألعاب المائية 2000
بطولة أوروبا للألعاب المائية 2000 هو الموسم الـ 25 من بطولة أوروبا للألعاب المائية، عقد في الفترة 3–9 يوليو من 2000، وجرت المنافسات في مدينة هلسنكي، فنلندا، ونظمت من قبل الاتحاد الأوروبي للسباحة.

## النتائج
| م        | الذهبية | الفضية  | البرونزية |
| -------- | ------- | ------- | --------- |
| الفائزين | روسيا   | ألمانيا | إيطاليا   |